# Ryūji Michiki
Ryūji Michiki (路木 龍次?, Michiki Ryūji; Nagasaki, 25 agosto 1973) è un ex calciatore giapponese, di ruolo centrocampista.